# Барамбойм, Николай Константинович
Никола́й Константи́нович Барамбо́йм (23 декабря 1914 [5 января 1915] — 5 февраля 1992, Москва) — советский учёный-химик, профессор, основоположник научного направления «Механохимия высокомолекулярных соединений».

## Биография
Родился в Москве 23 декабря 1914 (5 января 1915) года. Отец — Барамбойм Константин Николаевич — ученый-археолог, мать — Сулягина Марфа Васильевна, крестьянка, уроженка г. Малый Сапожок Рязанской губернии.
В 1931 году Николай Барамбойм поступает на работу лаборантом в Московский институт легкой промышленности (переименован в Московский технологический институт легкой промышленности, затем в Московский государственный университет дизайна и технологии), где проработал более полувека.
В 1940 году закончил МХТИ им. Д. И. Менделеева.
Великую Отечественную войну встретил на западной границе СССР в летних учебных тренировочных лагерях, где находился, будучи призванным на срочную службу в танковые войска. Вернувшись с войны в 1948 году, Н. К. Барамбойм защитил кандидатскую диссертацию, в 1952 году стал доцентом, в 1957 году защитил докторскую диссертацию.
В 1956—1986 годах — заведующий кафедрой технологии полимерных пленочных материалов и искусственной кожи (кафедра ТППМ и ИК), которая в 2012 году объединена с кафедрой физической и коллоидной химии в единую кафедру.
С 1976 года возглавлял созданную им проблемную лабораторию механохимической модификации полимеров.
Барамбойм внёс крупный вклад в изучение механохимии полимерных материалов, став основателем нового научного направления. Им подробно изучены разнообразные механохимические процессы, вызванные механодеструкцией полимеров, показана роль механической активации в протекании химических превращений и синтезе полимеров. Разработка научных основ механохимии позволила Н. К. Барамбойму предложить эффективные промышленные методы гидрофилизации полимерных материалов для обеспечения их гигиенических свойств.
Н. К. Барамбойм является автором 8 монографий, 400 научных статей, 60 авторских свидетельств. Его книга «Механохимия высокомолекулярных соединений» приобрела мировую известность, выдержав шесть переизданий, в том числе в Англии (1961), Японии (1961), Китае (1982).
Умер 5 февраля 1992 года, похоронен на Ваганьковском кладбище г. Москвы.
Награждён орденом «Знак Почёта» (1981).